# 20482 Dustinshea
A 20482 Dustinshea (ideiglenes jelöléssel 1999 NH40) a Naprendszer kisbolygóövében található aszteroida. A LINEAR projekt keretében fedezték fel 1999. július 14-én.